# Julius Gersdorff
Julius Gersdorff (Stettino, 15 giugno 1849 – Weimar, 7 novembre 1907) è stato un poeta tedesco.

## Biografia
Era figlio di un cantore e ha auto-pubblicato molte delle sue opere, che, secondo quanto riportato, furono messe in musica circa 400 volte da compositori come Hugo Richard Jüngst e Max Reger. Gersdorff pose fine alla sua vita con il suicidio.
Nel 1901 venne candidato al premio Nobel per la letteratura da Carl Heinrich Döring.

## Opere
- Kleopatra (1894): Un dramma in quattro atti.
- Glossen (1894): Versi satirici, umoristici e ironici.
- Natur und Welt (1894): Una raccolta di poesie.
- Der Antichrist (1897): Un dramma religioso in quattro atti.
- Sonnenlieder (1899): Nuove poesie.
- Das internationale Judenthum und die schwarze Magie (1899): Un testo controverso che discute l'intolleranza della nazione ebraica.
- Musikantenstücklein (1900): Nuove canzoni da un allegro viaggio di menestrelli.
- Goethe und die Magie (1903): Uno studio su Goethe e la magia.
- Aus Lebenstiefen (1904): Poesie.
- Weltweben (1906): Proverbi e pensieri.
- Gruß aus Thüringen (1907): Nuove canzoni.
- Neue Lieder des alten thüringischen Barden Julius Gersdorff (1907): Una raccolta di nuove canzoni da Weimar.